# Spirostachys africana
Spirostachys africana là một loài thực vật có hoa trong họ Đại kích. Loài này được Sond. miêu tả khoa học đầu tiên năm 1850.

## Hình ảnh

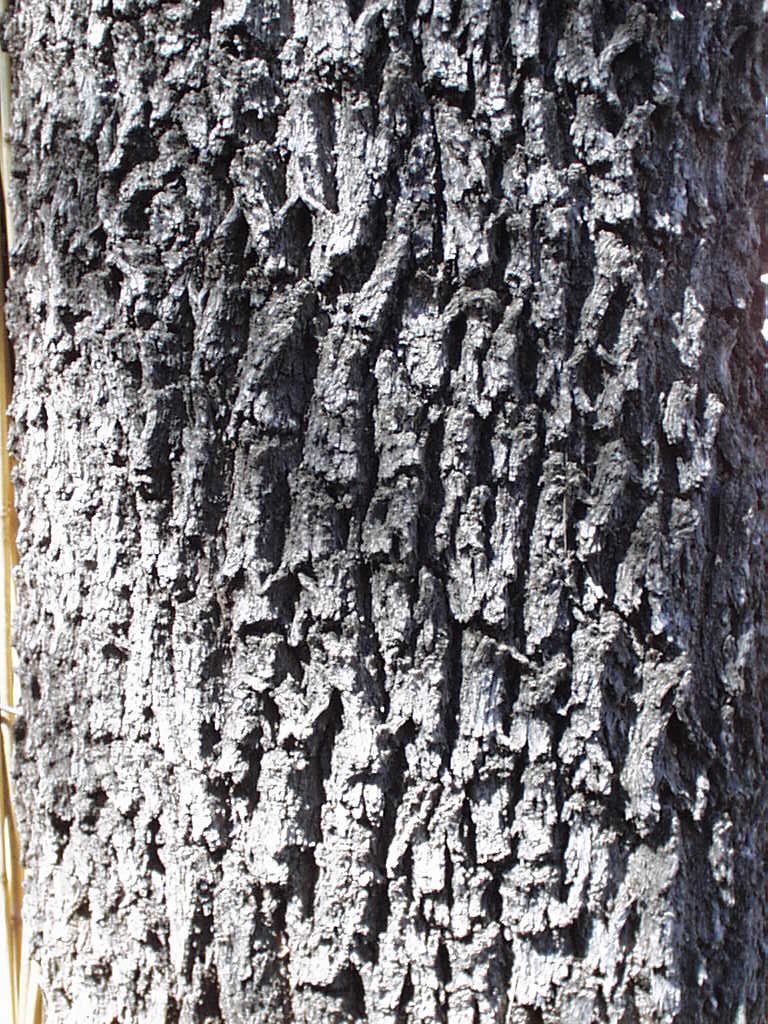
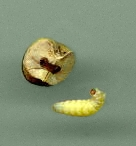
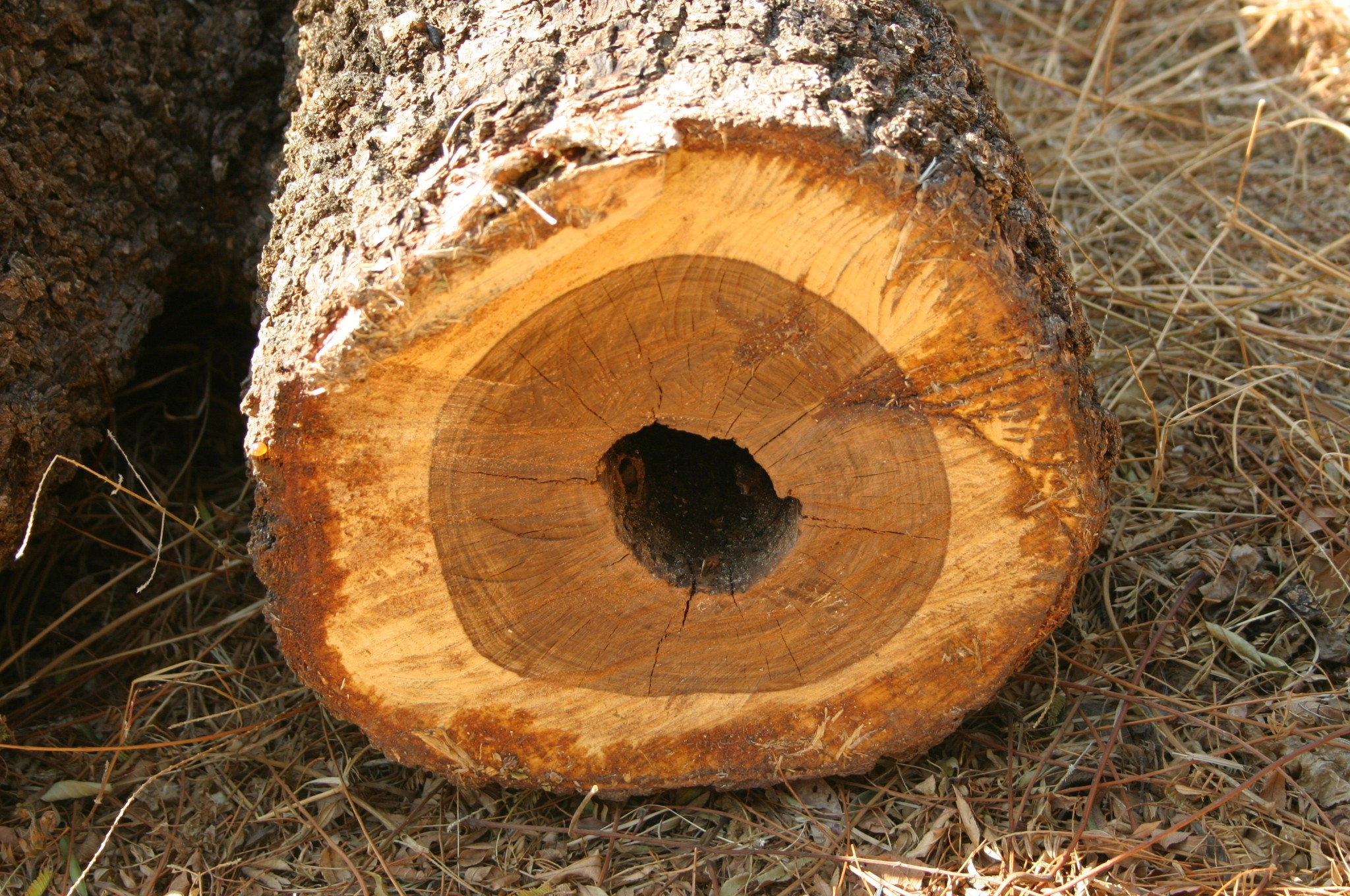
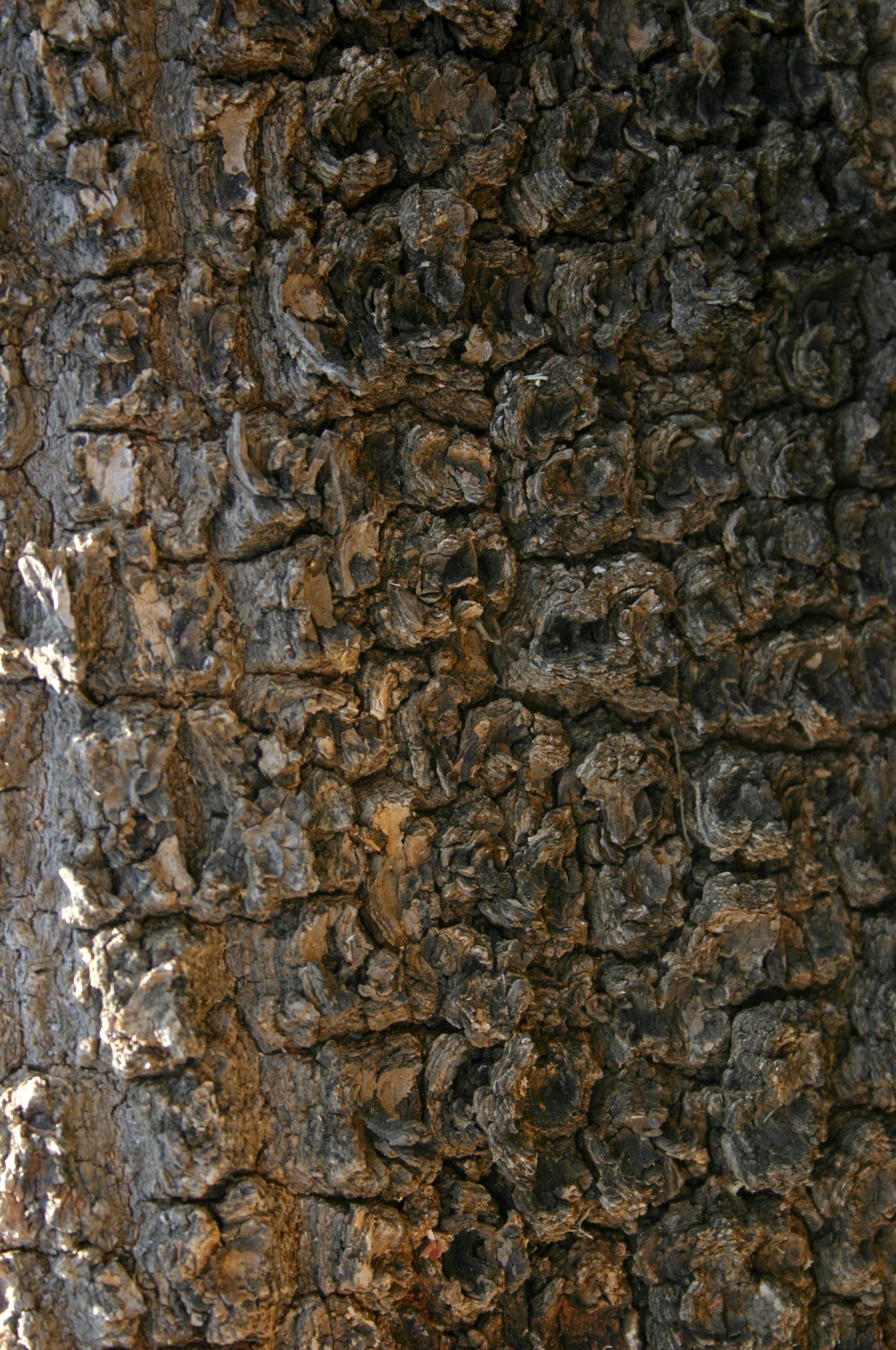